# دالبیتی
دالبیتی (به انگلیسی: Dalbeattie) یک شهرک در اسکاتلند است که در دامفریس و گالووی واقع شده است. دالبیتی ۴٬۲۲۷ نفر جمعیت دارد.